# Fridli Rezső

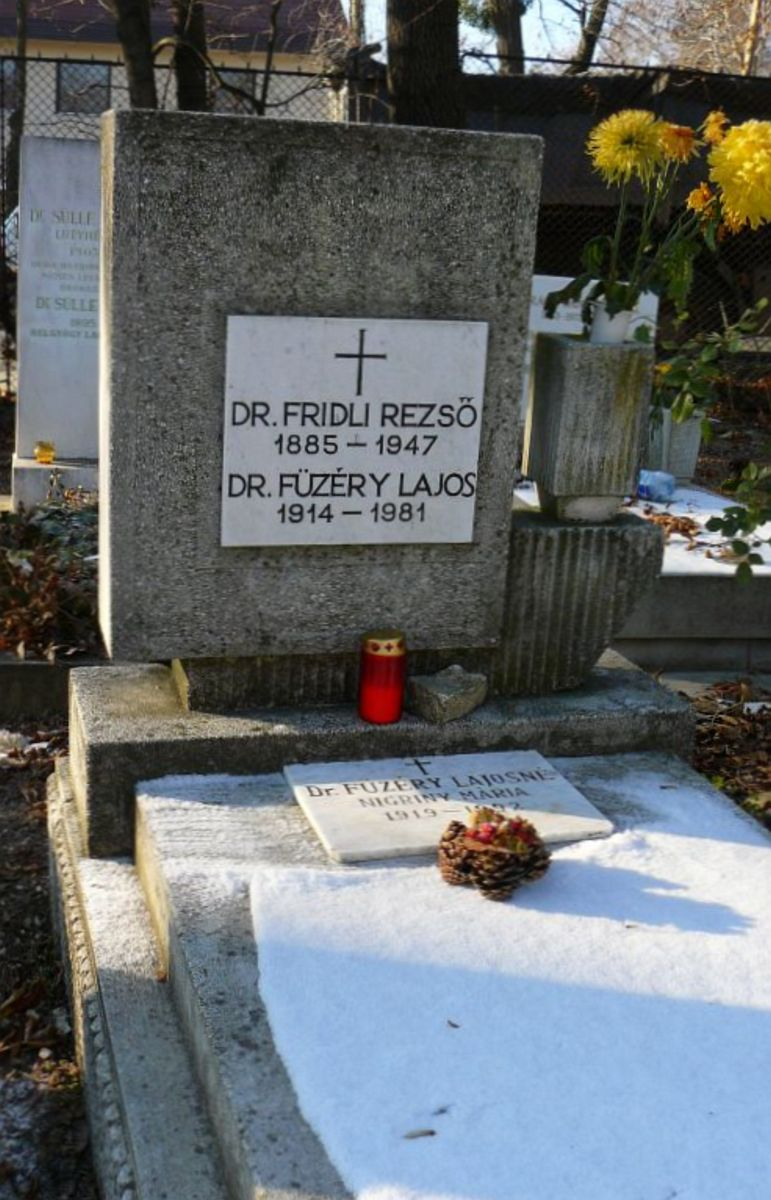
Sírja, 2008 körül

Fridli Rezső (Farád, 1885. június 7. – Budapest, 1947. szeptember 2.) okleveles gyógyszerész, vegyész, bölcsészdoktor, egyetemi magántanár, az Országos Bírósági Vegyészeti Intézet igazgatója.

## Élete
Apja Fridli Lajos csizmadiamester, anyja Hermann Terézia.
Középiskolai tanulmányait a Győri Magyar Királyi Állami Főreáliskolában végezte (1896–1903). A Budapesti Tudományegyetemen 1905-ben vegyészi oklevelet szerzett.
1907-től a Than Károly – s a professzor halála után (1908) a Winkler Lajos – által vezetett I. sz. Kémiai Intézet ösztöndíjas vegyésznövendéke volt. 1911-ben bölcsészdoktorrá avatták.
Az első világháborúban előbb frontszolgálatot teljesített, majd a Fémközponthoz került, ahol vegyi elemzéseket végzett. Leszerelése után visszatért az I. sz. Kémiai Intézethez, ahol 1925-ig dolgozott. Ez idő alatt a középiskolai tanári, valamint a gyógyszerészi oklevelet (1922) is elnyerte.
Elsők között lépett be az 1924-ben megalakult Magyar Gyógyszerésztudományi Társaságba. 1925-tól az Országos Bírósági Vegyészeti Intézetet vezette. 1939-ben a Toxikus vegyületek meghatározása bűnügyi esetekben című tárgykörből egyetemi magántanárrá habilitálták. Ugyanebben az évben megkapta az országos bírósági fővegyészi címet. Tagja volt a Törvényszéki Orvosi Vizsgálóbizottságnak.
Széleskörű szakirodalmi működést fejtett ki, munkássága főleg a toxikológia körében mozgott. Többször részesült legfelsőbb dicsérő elismerésben. Számos tudományos társaság tagja volt.
Halálát hasüregi rák okozta. Sírja a budapesti Farkasréti temetőben található.

### Családja
Felesége Marschall Vilma Friderika bárónő (1894. április 15. – ?), br. Marschall János és Krachet Ilona lánya volt, akivel 1912. február 3-án Rákospalotán kötött házasságot. Lánya Fridli Mária Angyalka (1921–1960).

## Főbb művei
- A carbonylsulfid hődisszociációjáról. Bölcsészdoktori értekezés. Budapest, 1911
- Thalliumacetát okozta halálos kimenetelű mérgezési eset ismertetése. Magyar Gyógyszerésztudományi Társaság Értesítője, 1928
- A törvényszéki kémia fontosabb vizsgáló módszereinek rövid ismertetése. Magyar Gyógyszerésztudományi Társaság Értesítője, 1930. 283
- Barnaszénkátrányolajok kreozottartalmának (savanyúolaj) meghatározásáról. (Magyar Chemiai Folyóirat, 1934, 40)
- Barnaszénkátrányolajok savanyúolajtartalmának meghatározásáról. Raffay Bélával. (Magyar Chemiai Folyóirat, 1935, 41)
- Az arzénről. Gyógyszerészeti Szemle, 1939. 531-587
- Dr. Felletár Emil emlékezete. Magyar Gyógyszerésztudományi Társaság Értesítője, 1943. 229